# Социјалдемократска омладина Југославије
Социјалдемократска омладина Југославије (Савез демократске омладине) је била илегална политичка организација у Југославији коју су средином августа 1948. године основали Борислав Пекић, Стеван Станојевић, Слободан Јеремић, Љубинко Јовичић и још десетак омладинаца демократске оријентације. 
Циљ организације био је да се пронађе алтернатива тадашњем Уједињеном савезу антифашистичке омладине Југославије (УСАОЈ). Намера је била да се у редовима омладине створи организација која ће се у средњим школама и на универзитету супротставити тадашњим званичним организацијама. Имајући у виду околности, било је јасно да организација у почетку мора деловати тајно (комунистичка револуција укинула је легалитет предратног грађанског друштва и у илегалу ставила све такве организације и појединце). Чланови СДО били су спремни на сваку евентуалност: после Резолуције Информбироа очекивало се да ће тадашња власт доћи у озбиљну кризу и да ће већи унутрашњи политички потреси и обрачуни међу комунистима отворити простор демократски оријентисаним омладинцима да повежу разне опозиционе групе и појединце како би се комунистичкој власти супротставили као добро организована снага.
Међутим, организација је откривена средином новембра 1948. године и у судском процесу који је уследио чланови ове организације осуђени су на дугогодишњу робију. Тужилац их је оптуживао да су насилним средствима хтели да оборе постојећи поредак, да су били повезани са иностранством и за неке од окривљених је чак тражио смртну казну. Борислав Пекић је осуђен на петнаест година робије, Слободан Јеремић на дванаест, Стеван Станојевић на пет, а остали на веће или мање временске казне. Борислав Пекић је свој боравак у затвору описао у књизи „Године које су појели скакавци“.